# Fade into Darkness
Fade into Darkness — песня шведского хаус-продюсера и диджея Авичи . В ней использован вокал Андреаса Мо, авторство которого не указано. Сингл был выпущен 22 июля 2011 года. В песне использованы фрагменты из песни «Perpetuum Mobile» группы Penguin Cafe Orchestra, написанной Саймоном Джеффесом. До коммерческого релиза песня называлась «Penguin», что означало исключительно инструментальную композицию, в отличие от следующей версии с текстом.

## Конфликт с Леоной Льюис
Когда состоялся официальный релиз «Fade into Darkness», песню стали сравнивать с песней Леоны Льюис 2011 года «Collide». В песне («Collide») Льюис изначально была указана как единственный исполнитель, что привело к судебному иску против Льюис и её лейбла Syco, поскольку Авичи утверждал, что они использовали сэмпл «Penguin» без его разрешения. По словам менеджера Авичи Араша Пурнури, он думал, что Льюис будет использовать только оригинальную композицию «Perpetuum Mobile» группы Penguin Cafe Orchestra. В своём заявлении Пурнури сказал: «Мы были уверены, что они собираются использовать оригинал. В итоге они скопировали нашу версию. Мы никогда не позволяли Syco воспроизводить нашу версию трека. Права на оригинальный сэмпл принадлежат Саймону Джеффесу (Penguin Cafe Orchestra), и мы не можем контролировать разрешение на использование этой композиции». В рамках судебного процесса по поводу неуказания авторства песни «Collide», Авичи пытался приостановить выпуск песни до тех пор, пока не будет достигнуто соглашение между артистами.
До того, как дело дошло до суда, Леона написала в Твиттере, что Авичи был полностью в курсе того, что его песня была использована в «Collide»: «Что касается моей песни, Авичи и его менеджер были в курсе и согласовали издательские права на неё с нами. Когда Авичи прислал свой трек, чтобы на него написали песню, я просто влюбилась в эту версию, и я считаю его невероятно талантливым». Представители Syco также ответили на заявление, заявив, что Авичи собирался поработать с Льюис, и что его имя будет указано в песне. В ответ Авичи обвинил Леону и её лейбл во лжи о совместной работе и написал в Твиттере: «Спасибо, что обвинили меня во лжи и говорили от моего имени. Поскольку мы никогда не встречались и даже не разговаривали, пожалуйста, сообщите мне и моему менеджеру, кто вам это сказал и какое подтверждение они вам дали». За несколько часов до того, как лейблы Леоны и Авичи должны были явиться в Верховный суд, Syco опубликовала заявление о том, что оба лейбла достигли соглашения, и что Авичи появится в качестве приглашенного артиста в «Collide», а Леона — в качестве ведущего артиста. Авичи и его лейбл остались довольны результатом. Диджей сказал: «Рад, что НАКОНЕЦ-ТО разрешил ситуацию с Леоной. Музыка - вот ответ на этот вопрос... Мы наконец-то пришли к соглашению с Леоной по всем вопросам... Я так рад двигаться дальше и сосредоточиться на создании хитов... Я так рад двигаться дальше с Леоной и сосредоточиться на создании хитов вместе». Лейбл заявил: «Авичи — подающий надежды талант; мы считаем, что ему следует дать возможность сделать эту запись таким хитом, каким она того заслуживает».

## Чарты

### Еженедельные чарты
| Чарт (2011)                                         | Высшая позиция |
| --------------------------------------------------- | -------------- |
| Нидерланды (Dutch Top 40)                           | 27             |
| Польша Poland (Dance Top 50)                        | 19             |
| Польша Poland (Polish Airplay New)                  | 2              |
| Румыния Romania (Romanian Top 100)                  | 81             |
| Словакия (Rádio — Top 100)                          | 44             |
| Швеция (Sverigetopplistan)                          | 4              |
| Великобритания (OCC UK Dance)                       | 33             |
| Великобритания (OCC UK Indie)                       | 27             |
| Великобритания UK Singles (Official Charts Company) | 196            |

### Годовые чарты
| Чарт (2011)                    | Позиция |
| ------------------------------ | ------- |
| Россия Russia Airplay (TopHit) | 150     |
| Швеция (Sverigetopplistan)     | 24      |
| Чарт (2012)                    | Позиция |
| Швеция (Sverigetopplistan)     | 85      |

## Сертификация
| Регион                                                                      | Сертификация  | Продажи |
| --------------------------------------------------------------------------- | ------------- | ------- |
| Швеция (GLF)                                                                | 5× Платиновый | 200 000 |
| Данные о продажах + прослушиваниях приведены только на основе сертификации. |               |         |

## История релиза
| Регион    | Дата         | Формат                | Лейбл           |
| --------- | ------------ | --------------------- | --------------- |
| Австралия | 16 Июля 2011 | Цифровая дистрибьюция | LE7ELS          |
| Швеция    | 22 Июля 2011 | Цифровая дистрибьюция | Universal Music |